# 霞石正長岩
霞石正長岩（英語：Nepheline syenite）是一種全晶深成岩，主要由霞石和鹼性長石組成. 岩石大多呈淺色、灰色或粉紅色，外觀與花崗岩無異，但也有深綠色品種。 它的同等火山岩是細粒度的响岩。

### 岩石學

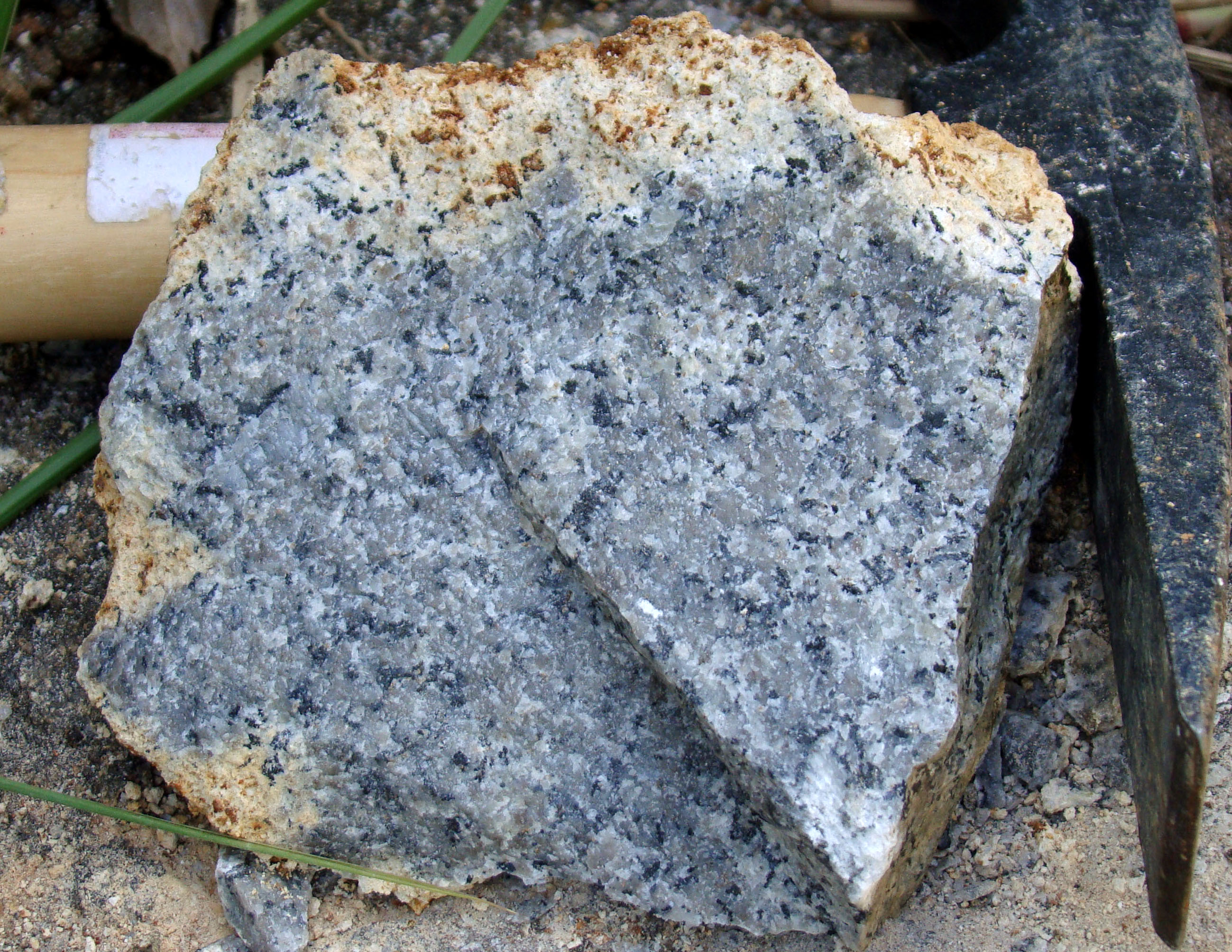
霞石正长岩， 標本地點：巴西里約熱內盧州 Tanguá 的侵入岩

霞石正長岩所含的二氧化矽是不飽和的，有些是過鹼性的。 霞石是似長石類，一種固溶体礦物，不與石英伴生； 否則，霞石會與石英反應生成鹼長石。
霞石正长岩與普通正長岩的區別不僅限於霞石的存在與否，還在許多其他富含鹼金屬、稀土和其他不相容元素的礦物有差異。鹼長石中以正長石爲主，它和出溶的片狀鈉長石形成条纹长石。 一些霞石正长岩中，以鉀長石或鈉長石為主要長石。霞石正長岩有時具有清澈的微斜长石。
方鈉石在岩石薄片上看是無色透明，但在手標本中通常呈淡藍色，它和霞石是主要似長石類礦物。 這些岩石中也有紅棕色至黑色三斜晶系的钛硅铁钠石。 含鐵的橄欖石很少。 其他少量常見的礦物包括富含鈉的輝石、黑雲母、鈦鐵礦、氧化鐵、磷灰石、螢石、黑石榴石和鋯石。 鈣霞石。 曾從霞石正長岩和與它們相交的偉晶岩岩脈中找到大量的稀有礦物。

### 宏觀特徵

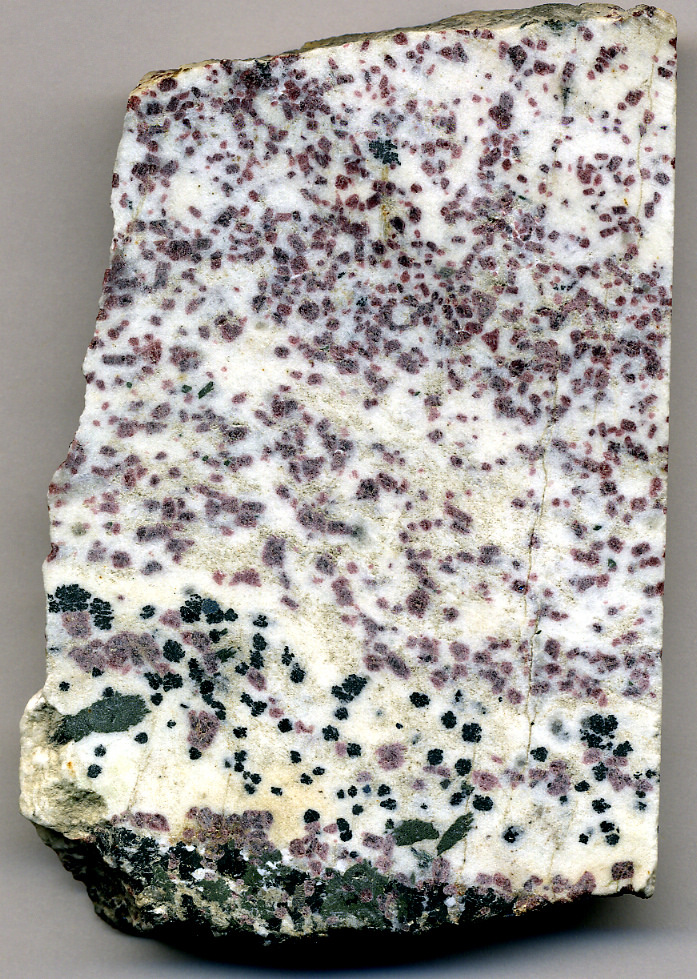
Kakortokite (异性石質霞石正長岩， 標本地點：格陵蘭Kangerdluarssaq 峽灣，石塊高9.5 cm.

霞石正長岩的宏觀方面與花崗岩相似。 兩者根本區別是前者含霞石和缺石英。 黑雲母含量普遍較低，主要镁铁质礦物為單斜輝石（±）和角閃石（±）。 顏色為灰色，略深於花崗岩。經過深度變質的霞石正長岩，具有片麻岩的結構。 它被稱為霞石正長片麻岩或钠云霞正长岩litchfieldite。 這種岩石在巴西里約熱內盧州的 Canaã 村就能找到。

### 紋理
岩石為全晶質，晶體一般為等粒、等向，粒度為2～5mm。 最大斑晶粒度可達長度為 2 厘米至 5 厘米、厚度為 5 毫米至 2。 斑晶一般有定向性，也可形成堆積紋理。

### 礦物成分
霞石正長岩主要礦物有鹼長石、霞石、單斜輝石、角閃石、黑雲母。 霞石是主要的長石。 不含石英和斜方輝石。 根據 IUGS 分類命名法（國際地質科學聯合會，Streckeisen，1978 年），霞石正長岩具有 10% < F/(F + A + P) < 60% 和 P/(A + P) < 10%（其中 F 為長石、A 為鹼長石和 P 為斜長石的體積百分比）。响岩是細粒度火山岩並含同等礦物岩石。 霞石含量低於 10% 的岩石稱為含霞石鹼性正長岩，或斑霞正长岩(pulaskite)。鹼性正長岩或正長岩是不含石英和霞石的霞石正長岩。 由於含似長石，霞石正長岩被歸類為典型的鹼性岩石。
霞石正長岩所含鹼性長石不是鉀質，一般是鈉鉀質，其特點是正長石具互鎖紋理，稱為条纹长石。 但鹼性長石也有幾乎純的鈉長石。 霞石通常有部分轉變為鈉沸石(natrolite)和鈣霞石。 單斜輝石是鈉質的，其成分從钙铁辉石（hedenbergite） 到霓石-辉石（aegirine-augite） 不等。 由角閃石和/或黑雲母構成的晶體反應環很普遍。 角閃石是高鹼閃石，如鹼性角閃石、铁钠闪石（riebeckite）等。典型鹼性岩石的特徵是含鹼性單斜輝石和角閃石。 黑雲母為铁云母（annite），其Fe/Mg比高。
副礦物有磁鐵礦、鈦鐵礦、磷灰石和钛酸盐(titanite)。 在熱液裂縫中可找到方鈉石。 與花崗岩不同，鋯石很稀有，如果有，也是捕虏岩。 在霞石正長岩片麻岩中含有豐富且大的鋯石晶體。

### 起源
由地幔中的低度部分熔融形成的火成岩，通常含不飽和二氧化矽。 在源區，二氧化碳可能比水多。形成這類岩石的岩漿有多種地質環境，包括大陸裂谷、海洋島嶼和俯衝帶。形成霞石正長岩和響岩有兩種途徑；其一為從鎂鐵質，不飽和二氧化矽的地幔熔體中，通過分離結晶衍生出， 其二為部分熔融本身岩石。在標準礦物計算中，含有霞石的火成岩通常與其他少見的火成岩如火成碳酸鹽岩有關。

### 分佈

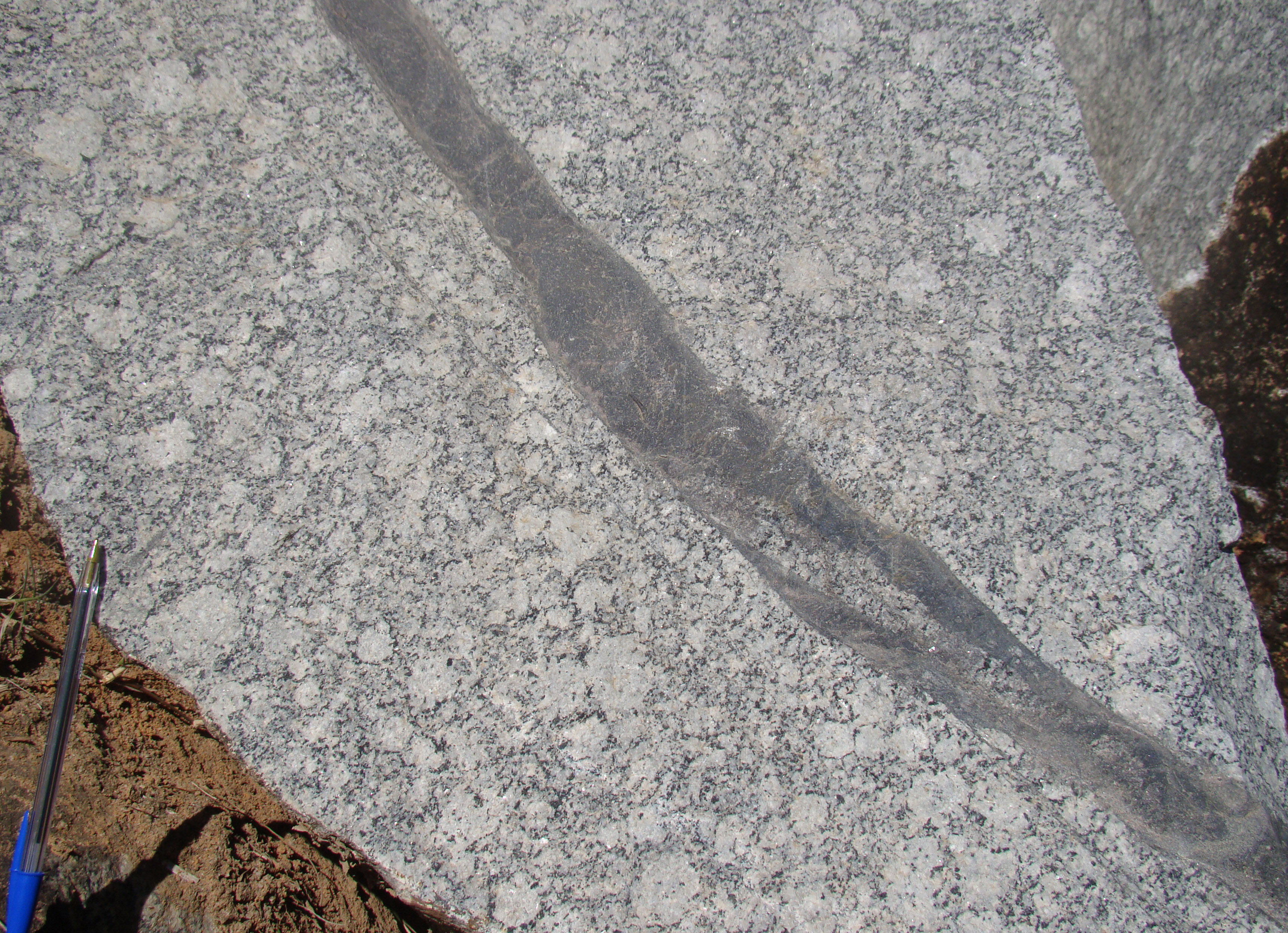
假石英霞石正長岩，地點：巴西里約熱內盧州 Morro de São João 侵入雜岩

霞石正長岩和響岩的產地有巴西、加拿大、喀麥隆、中國、格陵蘭、意大利、挪威、瑞典比利牛斯山脈、德蘭士瓦地區、烏拉爾山脈、美國阿肯色州的 Magnet Cove 火成岩群、 蒙大拿州中部鹼礦省 ，以及海洋島嶼。
在東非裂谷中形成的響岩熔岩數量特別多，其量超過所有其他響岩產地體積的總和（Barker ，1983)。
在布什維爾德火成岩雜岩内的霞石岩，與由圍岩部分熔融所造成的大型超鎂鐵質層狀侵入體有關。
霞石正長岩分佈有限； 僅在英國（Loch Borralan） ，法國和葡萄牙被發現過。 在波西米亞以及挪威、瑞典和芬蘭的幾個地方也有。 其他發現地有德克薩斯州、阿肯色州、新澤西州 (Beemerville Complex[4])   和馬薩諸塞州，安大略省、不列顛哥倫比亞省，巴西。 南非、馬達加斯加、印度、塔斯馬尼亞、帝汶和土耳其斯坦等地。
在巴西 (Serra de Tingua)，西撒哈拉和佛得角群島的霞石正長岩，含有方鈉石，及有大量輝石。
在馬達加斯加德蘭士瓦的 Zwarte Koppies、巴西的聖保羅、美國西德克薩斯州的 Paisano Pass 和加拿大魁北克省的蒙特利爾等地。 所產的霞石正長岩含鈉長石和霓石的雲母-流霞正长岩(foyaite)，它與花崗岩 和霞辉二长岩 共生.

### 類型
钠云霞正长岩(Litchfieldite) 是另一種霞石正長岩類型，其中鈉長石是主要的長石。它以美國緬因州利奇菲爾德的名字命名。岩石的特徵是含黑雲母、鈣霞石和方鈉石。 
异霞正长岩(lujaurites)是在安大略省黑斯廷斯縣發現了一種類似的霞石正長岩。它幾乎不含任何正長石，僅含有鈉長石長石。 霞石十分豐富，還有鈣霞石、方鈉石、方沸石、方解石、黑雲母和角閃石。异霞正长岩(lujaurites) 與(钠云霞正长岩)的區別在於它們的深顔色，這是由於含量高的輝石、霓石（aegirine）、钠铁闪石（arfvedsonite）和其他種類的角閃石等礦物。標準露頭是在白海的 Lujaur 附近，它們與碱闪正长岩（umptekites）和其他稀有的岩石一起共生。
鈣霞石正長岩是產自瑞典 Dalekarlia 和芬蘭，含大量的鈣霞石。
磷霞岩(Urtite) 是產自白海 Lujaur Urt，主要由霞石、霓石(aegirine)和磷灰石組成，但不含長石。 
钛铁霞辉岩(Jacupirangite)（產自巴西的 Jacupiranga）是一種黑色岩石，由含鈦輝石、磁鐵礦、鈦鐵礦、鈣鈦礦和霞石以及次生黑雲母組成。

### 種類
過鹼性火成岩並含不飽和二氧化矽有多種，都是普通的霞石正長岩，含有一種或多種稀有礦物，包括;
流霞正长岩(Foyaite)：foyaites 以葡萄牙南部 Serra de Monchique 的 Foya 命名。 這些是鉀長石-霞石正長岩，含有 <10% 的鐵鎂礦物，通常是輝石、角閃石和黑雲母。
歪霞正长岩(Laurdalite)：產自挪威 Laurdal 的 laurdalite ,呈灰色或粉紅色。與挪威南部的歪碱正长岩(larvikites) 在許多方面非常相似。 它們含有正長石、黑雲母或綠色輝石、大量磷灰石，偶爾含橄欖石。
方钠霞石正长岩(Ditroite)：Ditroite 是根據羅馬尼亞特蘭西瓦尼亞的迪特勞命名。 它本質上是含微斜長石、方鈉石和鈣霞石的霞石正長岩。 它還含有正長石、霞石、黑雲母、霓石(aegirine)、锥辉石(acmite)。

### 化學成分

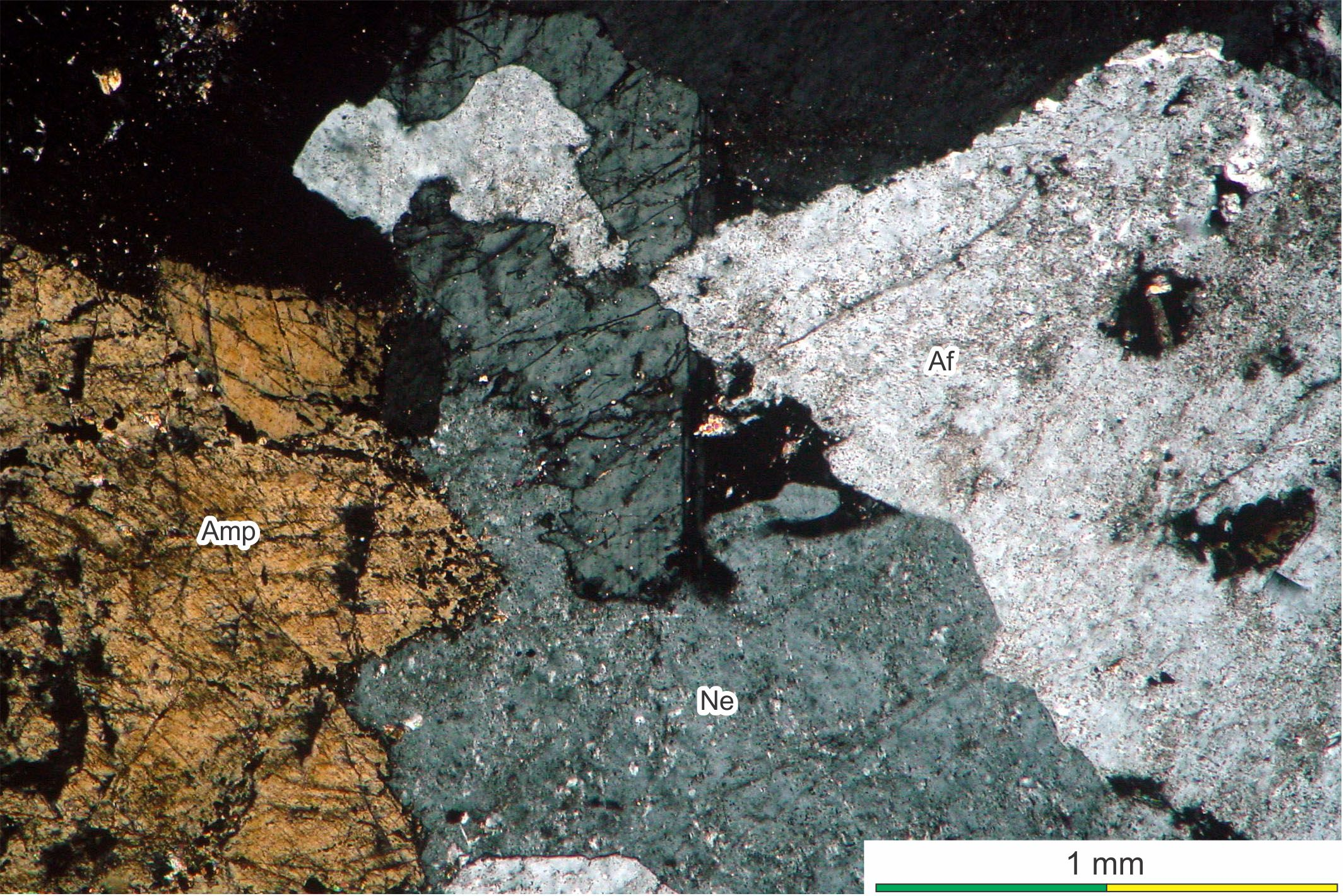
霞石正長岩的薄片圖像，標本地點：巴西里約熱內盧州 Tanguá 侵入雜岩

霞石正長岩具有較高的(Na2O+K2O)/SiO2和(Na2O+K2O)/Al2O3比值，故含霞石和鹼性基性礦物。 在地球化學上被歸類為鹼性岩。 這種岩石的 Fe 和 Mg 含量低，總計約 3wt%，故被歸類為長英質岩石。 但SiO2含量並不高，為53%～62wt%，與安山岩和閃長岩相當。 也被歸類為中性岩。 輕稀土元素含量高，表明岩漿分異度高。
1. SiO2: 54.99%
2. TiO2: 0.60%
3. Al2O3: 20.96%
4. Fe2O3: 2.25%
5. FeO: 2.05%
6. MnO: 0.15%
7. MgO: 0.77%
8. CaO: 2.31%
9. Na2O: 8.23%
10. K2O: 5.58%
11. H2O: 1.47%
12. P2O5: 0.13%

根據標準礦物學計算，這種平均成分所含礦物約 22% 的霞石和 66% 的長石。
由於霞石正長岩不含石英，富含長石和霞石，因此用於製造玻璃和陶瓷。

### 用途
霞石正長岩提供對它形成的地質環境很多線索。 而且是稀有礦物標本和稀土元素的主要來源。
霞石正長岩的工業用途包括耐火材料、玻璃製造、陶瓷以及顏料和填料。 在這些用途中，霞石正長岩被研磨，深色礦物被分離，留下主要為長石和霞石的混合物。 這種混合物，比偉晶岩的長石。所含鹼金屬和鋁量較高，鐵含量通常較低，因此是一種很好的原料。